# آماکا ایگوی
آماکا ایگوی (انگلیسی: Amaka Igwe؛ ۲ ژانویه ۱۹۶۳–۲۸ آوریل ۲۰۱۴) یک زن فیلمساز و مدیر اجرایی پخش همگانی اهل نیجریه بود. ایگوی صاحب لوگوهای Top Radio 90.9 و استودیوهای آماکا ایگوی (Amaka Igwe Studios) بود. او به عنوان یکی از فیلمسازان نسل دوم نیجریه شناخته شد که به آغاز دوره فیلمبرداری سینمای نیجریه کمک کرد. وی تا ۵۱ سالگی و تا زمان مرگ در نتیجه حمله آسم در سال ۲۰۱۴ به عنوان چهره برجسته در صنعت فیلمسازی نیجریه باقی ماند.

## بزرگداشت
در ۲ ژانویه سال ۲۰۲۰، ایگوی در ۵۷ سالگی پس از مرگ خود با تغییر گوگل دودل تجلیل شد.